# Camponotus placidus
Camponotus placidus é uma espécie de inseto do gênero Camponotus, pertencente à família Formicidae.